# Catedral de Pucallpa
La Catedral de Pucallpa o  Catedral de la Inmaculada Concepción, reconocida por algunos como la Catedral de Ucayali, es la catedral más importante del departamento de Ucayali inaugurado el 8 de diciembre del 2005. Este edificio junto a la municipalidad provincial y a la plaza de armas es el centro de turismo local. Dedicada a la antecesora construcción en la década de 1950, por el Vicariato Apostólico de Pucallpa bajo el mando del obispo Juan Luis Martín Bisson, con el apoyo de las donaciones y labores de miles de ciudadanos interesados en su logro. En ella se realizó la primera manifestación sobre un accidente aéreo de TANS Perú, una semana después de ser inaugurada.
Los habitantes realizan misas principalmente dedicada a Jesucristo y su vida además de recordar a los santos patrones: las Señor de los Milagros, San Martín de Porres, María de Nazaret, Santa Rosa de Lima, pero presentada de manera moderna y adaptada a la selva peruana.